# Bory Chrobotkowe koło Bytomca
Bory Chrobotkowe koło Bytomca este o arie protejată (sit de importanță comunitară — SCI) din Polonia întinsă pe o suprafață de 615,29 ha, integral pe uscat.

## Localizare
Centrul sitului Bory Chrobotkowe koło Bytomca este situat la coordonatele 52°06′09″N 14°50′04″E / 52.1025°N 14.8344°E.

## Înființare
Situl Bory Chrobotkowe koło Bytomca a fost declarat sit de importanță comunitară în octombrie 2009 pentru a proteja un număr necunoscut de specii din flora spontană și fauna sălbatică aflate în arealul zonei.

## Biodiversitate
Situată în ecoregiunea continentală, aria protejată conține 1 habitat natural: Păduri central-europene de pin scoțian cu licheni.
La baza desemnării sitului se află un număr nedeclarat de specii protejate.